# IEEE Centennial Medal
A IEEE Centennial Medal foi uma medalha cunhada e concedida em 1984 "a pessoas que merecem reconhecimento especial por conquistas extraordinárias" em comemoração ao centenário da fundação do Instituto de Engenheiros Eletricistas e Eletrônicos (IEEE) em 1884. A medalha foi projetada pela escultora Gladys Gunzer.
O anverso da medalha mostra 1884 em escrita caligráfica e 1984 em uma fonte de LCD. O reverso da medalha mostra um mapa do mundo e o nome do recipiente. O número de medalhas cunhadas foi 1984, o mesmo que o ano do centenário.